# Mistrzostwa Polski w koszykówce mężczyzn (1932)
V Mistrzostwa Polski w koszykówce mężczyzn. Turniej finałowy był rozgrywany w Warszawie z udziałem trzech drużyn w dniach od 24 do 25 września 1932 r. 

## Rozgrywki
- 24.09.1932  Polonia Warszawa - Cracovia 30:18
- 25.09.1932  AZS Poznań - Cracovia 31:19
- 25.09.1932  AZS Poznań - Polonia Warszawa 35:24

## Klasyfikacja końcowa
| Miejsce | Zespół           | Mecze | Zwycięstwa-Porażki | Bilans punktów |
| złoto   | AZS Poznań       | 2     | 2-0                | 66:43          |
| 2.      | Polonia Warszawa | 2     | 1-1                | 54:53          |
| 3.      | Cracovia         | 2     | 0-2                | 37:61          |